# Premi Oscar 1987
La 59ª edizione della cerimonia di premiazione dei Premi Oscar si è tenuta il 30 marzo 1987 a Los Angeles, al Dorothy Chandler Pavilion, presentata dal comico statunitense Chevy Chase e dagli attori Goldie Hawn e Paul Hogan.

## Vincitori e candidati
Vengono di seguito indicati in grassetto i vincitori. Dove ricorrente e disponibile, viene indicato il titolo in lingua italiana e quello in lingua originale tra parentesi.

### Miglior film
- Platoon, regia di Oliver Stone
- Hannah e le sue sorelle (Hannah and Her Sisters), regia di Woody Allen
- Mission (The Mission), regia di Roland Joffé
- Figli di un dio minore (Children of a Lesser God), regia di Randa Haines
- Camera con vista (A Room with a View), regia di James Ivory

### Miglior regia
- Oliver Stone - Platoon
- David Lynch - Velluto blu (Blue Velvet)
- Woody Allen - Hannah e le sue sorelle (Hannah and Her Sisters)
- Roland Joffé - Mission (The Mission)
- James Ivory - Camera con vista (A Room with a View)

### Miglior attore protagonista
- Paul Newman - Il colore dei soldi (The Color of Money)
- Dexter Gordon - Round Midnight - A mezzanotte circa (Round Midnight)
- Bob Hoskins - Mona Lisa
- William Hurt - Figli di un dio minore (Children of a Lesser God)
- James Woods - Salvador

### Migliore attrice protagonista
- Marlee Matlin - Figli di un dio minore (Children of a Lesser God)
- Jane Fonda - Il mattino dopo (The Morning After)
- Sissy Spacek - Crimini del cuore (Crimes of the Heart)
- Kathleen Turner - Peggy Sue si è sposata (Peggy Sue Got Married)
- Sigourney Weaver - Aliens - Scontro finale (Aliens)

### Miglior attore non protagonista
- Michael Caine - Hannah e le sue sorelle (Hannah and Her Sisters)
- Tom Berenger - Platoon
- Willem Dafoe - Platoon
- Denholm Elliott - Camera con vista (A Room with a View)
- Dennis Hopper - Colpo vincente (Hoosiers)

### Migliore attrice non protagonista
- Dianne Wiest - Hannah e le sue sorelle (Hannah and Her Sisters)
- Tess Harper - Crimini del cuore (Crimes of the Heart)
- Piper Laurie - Figli di un dio minore (Children of a Lesser God)
- Mary Elizabeth Mastrantonio - Il colore dei soldi (The Color of Money)
- Maggie Smith - Camera con vista (A Room with a View)

### Miglior sceneggiatura non originale
- Ruth Prawer Jhabvala - Camera con vista (A Room with a View)
- Beth Henley - Crimini del cuore (Crimes of the Heart)
- Richard Price - Il colore dei soldi (The Color of Money)
- Reynold Gideon e Bruce A. Evans - Stand by Me - Ricordo di un'estate (Stand by Me)
- Hesper Anderson e Mark Medoff - Figli di un dio minore (Children of a Lesser God)

### Miglior sceneggiatura originale
- Woody Allen - Hannah e le sue sorelle (Hannah and Her Sisters)
- Paul Hogan, Ken Shadie, e John Cornell - Mr. Crocodile Dundee (Crocodile Dundee)
- Hanif Kureishi - My Beautiful Laundrette - Lavanderia a gettone (My Beautiful Laundrette)
- Oliver Stone - Platoon
- Oliver Stone e Richard Boyle - Salvador

### Miglior film straniero
- Assault (De aanslag), regia di Fons Rademakers (Paesi Bassi)
- Betty Blue (37°2 le matin), regia di Jean Jacques Beineix (Francia)
- Il declino dell'impero americano (Le Déclin de l'empire américain), regia di Denys Arcand (Canada)
- Il mio piccolo villaggio (Vesnicko má stredisková), regia di Jirì Menzel (Cecoslovacchia)
- '38, regia di Wolfgang Glück (Austria)

### Miglior fotografia
- Chris Menges - Mission (The Mission)
- Jordan Cronenweth - Peggy Sue si è sposata (Peggy Sue Got Married)
- Robert Richardson - Platoon
- Tony Pierce-Roberts - Camera con vista (A Room with a View)
- Don Peterman - Star Trek IV: Rotta verso la Terra (Star Trek IV: The Voyage Home)

### Miglior scenografia
- Gianni Quaranta, Brian Ackland-Snow, Brian Savegar e Elio Altamura - Camera con vista (A Room with a View)
- Peter Lamont e Crispian Sallis - Aliens - Scontro finale (Aliens)
- Boris Leven e Karen O'Hara - Il colore dei soldi (The Color of Money)
- Stuart Wurtzel e Carol Joffe - Hannah e le sue sorelle (Hannah and Her Sisters)
- Stuart Craig e Jack Stephens - Mission (The Mission)

### Migliori costumi
- Jenny Beavan e John Bright - Camera con vista (A Room with a View)
- Enrico Sabbatini - Mission (The Mission)
- Theodora van Runkle - Peggy Sue si è sposata (Peggy Sue Got Married)
- Anna Anni e Maurizio Millenotti - Otello
- Anthony Powell - Pirati (Pirates)

### Miglior trucco
- Chris Walas e Stephan Dupuis - La mosca (The Fly)
- Rob Bottin e Peter Robb-King - Legend
- Michael G. Westmore e Michéle Burke - Cro Magnon: odissea nella preistoria (The Clan of the Cave Bear)

### Migliori effetti speciali
- Robert Skotak, Stan Winston, John Richardson e Suzanne Benson - Aliens - Scontro finale (Aliens)
- Lyle Conway, Bran Ferren e Martin Gutteridge - La piccola bottega degli orrori (Little Shop of Horrors)
- Richard Edlund, John Bruno, Garry Waller e William Neal - Poltergeist II: l'altra dimensione (Poltergeist II: The Other Side)

### Miglior montaggio
- Claire Simpson - Platoon
- Ray Lovejoy - Aliens - Scontro finale (Aliens)
- Susan E. Morse - Hannah e le sue sorelle (Hannah and Her Sisters)
- Jim Clark - Mission (The Mission)
- Billy Weber e Chris Lebenzon - Top Gun

### Miglior sonoro
- John K. Wilkinson, Richard Rogers, Charles "Bud" Grenzbach e Simon Kaye - Platoon
- Graham V. Hartstone, Nicolas LeMessurier, Michael A. Carter e Roy Charman - Aliens - Scontro finale (Aliens)
- Les Fresholtz, Dick Alexander, Vern Poore e Bill Nelson - Gunny (Heartbreak Ridge)
- Terry Porter, Dave Hudson, Mel Metcalfe e Gene S. Cantamessa - Star Trek IV: Rotta verso la Terra (Star Trek IV: The Voyage Home)
- Donald O. Mitchell, Kevin O'Connell, Rick Kline e William B. Kaplan - Top Gun

### Miglior montaggio sonoro
- Don Sharpe - Aliens - Scontro finale (Aliens)
- Mark Mangini - Star Trek IV: Rotta verso la Terra (Star Trek IV: The Voyage Home)
- Cecilia Hall e George Watters II - Top Gun

### Migliore colonna sonora
- Herbie Hancock - Round Midnight - A mezzanotte circa (Round Midnight)
- James Horner - Aliens - Scontro finale (Aliens)
- Jerry Goldsmith - Colpo vincente (Hoosiers)
- Ennio Morricone - Mission (The Mission)
- Leonard Rosenman - Star Trek IV: Rotta verso la Terra (Star Trek IV: The Voyage Home)

### Miglior canzone
- Take My Breath Away, musica di Giorgio Moroder, testo di Tom Withlock - Top Gun
- Glory of Love, musica di Peter Cetera e David Foster, testo di Peter Cetera e Diane Nini - Karate Kid II - La storia continua (The Karate Kid Part II)
- Life in a Looking Glass, musica di Henry Mancini, testo di Leslie Bricusse - Così è la vita! (That's Life)
- Mean Green Mother from Outer Space, musica di Alan Menken, testo di Howard Ashman - La piccola bottega degli orrori (Little Shop of Horrors)
- Somewhere Out There, musica di James Horner e Barry Mann, testo di Cynthia Weil - Fievel sbarca in America (An American Tail)

### Miglior documentario
- Artie Shaw: Time Is All You've Got (ex aequo), regia di Brigitte Berman
- Down and Out in America (ex aequo), regia di Lee Grant
- Chile: Hasta Cuando?, regia di David Bradbury
- Isaac in America: A Journey with Isaac Bashevis Singer, regia di Amran Nowak
- Witness to Apartheid, regia di Kevin Harris e Sharon I. Shoper

### Miglior cortometraggio
- Precious Images, regia di Chuck Workman
- Exit, regia di Pino Quartullo e Stefano Reali
- Love Struck, regia di Fredda Weiss

### Miglior cortometraggio documentario
- Women: for America, for the World, regia di Vivienne Verdon-Roe
- The Master of Disaster, regia di Sonya Friedman
- Debonair Dancers, regia di Alison Nigh-Strelich
- Red Grooms: Sunflowers in a Hothouse, regia di Thomas L. Neff
- Sam, regia di Aaron D. Weisblatt

### Miglior cortometraggio d'animazione
- Una tragedia greca (Een griekse tragedie), regia di Nicole van Goethem
- Luxo Jr., regia di John Lasseter
- The Frog, the Dog and the Devil, regia di Bob Stenhouse

## Premi speciali

### Premio alla carriera
- Ralph Bellamy per la sua unica abilità artistica e per i suoi meritevoli servizi alla professione della recitazione.

### Premio alla memoria Irving G. Thalberg
- Steven Spielberg